# Minna
Minna je glavni grad nigerijske savezne države Niger. Leži u središnjoj Nigeriji na 270 metara nadmorske visine, 120 km sjeverozapadno od Abuje.
Željeznicom je grad povezan s Kanom na sjeveru te Ibadanom i Lagosom na jugu. Također ima i zračnu luku. Glavna djelatnost stanovništva je trgovina i uzgoj đumbira, žitarica te pamuka.
Prema popisu iz 1991., Minna ima 189.191, a prema procjeni iz 2010. 322.163 stanovnika.
Podrijetlom iz Minne je Ibrahim Babangida, bivši nigerijski predsjednik.